# Língua bouyei
A Língua Bouyei (nome nativo: Haausqyaix ou Buyi, Buyei, ou Puyi; (布依语 - ùyī yǔ,tiếng Bố Y ou tiếng Giáy), é uma língua falada pelo povo  Bouyei do sul da província de Guizhou, China. É classificada como pertencente ao grupo linguístico Norte Tai das línguas tai, da grande família das línguas kradai (ou Tai-Kadai) e tem mais de 2,5 milhões de falantes nativos (cerca de 98% na China). É usada também pelo povo Giay  (Giáy em Viet.) em partes do Vietnã. Há falantes nativos na França e nos Estados Unidos, pessoas que migraram da China e do Vietnã.

## Subgrupos
Conforme uma pesquisa feita nos anos 50 pelo governo da China, a língua Bouyei falada em Guizhou pode ser dividida em grupos gerais de dialetoss  (Snyder 2008).
 'O grupo sul Qian' - o maior dos três – de Qianxinan Bouyei e Prefeitura Autônoma Miao, que é parcialmente inteligível com as variantes  Zhuang -dialetos Guibian e Guibei. Este vernáculo é falado nos municípios de Wangmo, Ceheng, Luodian, Dushan, Libo, Duyun, Pingtang, Zhenfeng, Anlong, Xingren e Xinyi.
1. 'O grupo Central Qian' - segundo mais falado dos três - está espalhoda por todo Qianxinan Buyei e Prefeitura Autônoma Miao nos subúrbios de Guiyang. É parcialmente inteligível com os dialetos Sul Qian dialetos (muito semelhante aos dialetos Zhuang do norte de Guangxi]). Este vernáculo é falado nos municípios de Longli, Guiding, Qingzhen, Pingba, Kaiyang, Guiyang, e Anshun.
2. 'Os dialetos ocidentais Qian' - menos falado dos três - nos municípios de Zhenning, Guanling, Ziyun, Condado de Qinglong, Pu'an, Liuzh], Panxian, Shuicheng, Bijie, Weining, Yi Hui e Miao,  Weining. Os dialetos ocidentais mostram características mais originais do que os outros dois grupos. Alguns dialetos ocidentais têm oclusivas aspiradas, o que é uma característica incomum nas línguas Tai norte (Snyder 2008).

Wu, Snyder, & Liang (2007) é a pesquisa Bouyei mais completo até à data, e abrange os seguintes pontos de dados.
Qiannan Bouyei e Prefeitura Autônoma de Miao
- Chángshùn Gǔyáng (长顺县鼓扬镇)
- Dúshān Nánzhài (独山县难寨村)
- Dúshān Shuǐyán (独山县水岩乡)
- Dūyún Fùxi (都匀县富溪村)
- Guìdìng Gǒnggù (贵定县巩固乡)
- Huìshuǐ Dǎnggǔ (惠水县党古村)
- Líbō Fúcūn (荔波县福村)
- Lónglǐ Yángchǎng (龙里县羊场镇)
- Luódiàn Luókǔn (罗甸县罗悃)
- Luódiàn Pōqiú (罗甸县坡球)
- Píngtáng Xīliáng (平塘县西凉乡)
- Píngtáng Zhǎngbù (平塘县掌布乡)

Qianxinan Bouyei Prefeitura Autônoma de Miao
- Ānlóng Pínglè (安龙县平乐乡)
- Cèhéng Huārǒng (册亨县花冗)
- Qínglóng Zǐtáng (晴隆县紫塘村)
- Wàngmó Fùxīng (望谟县复兴镇)
- Xīngyì Bājié (兴义县巴结镇)
- Zhēnfēng Míngǔ (贞丰县珉谷镇)

Anshun]]
- Ānshùn Huánglà (安顺黄腊布依族苗族乡)
- Zhènníng Bǎnlè (镇宁县板乐)
- Zhènníng Shítóuzhài (镇宁县石头寨)
- Zǐyún Huǒhuā (紫云县火花乡)
- Zǐyún Nònghé (紫云县弄河村)

Distrito Especial de Liuzhi
- Shuǐchéng Fā'ér (水城县发耳布依族苗族彝族乡)

A língua Yei Zhuang, variedade de Wenshan Zhuang e Miao, Yunnan, está intimamente relacionado com as variedades Bouyei de Guizho. Muitas outras línguas fora da China com os nomes "Yei", "Yay", "Yoy", também estão intimamente relacionadas.

## Vietnã
Bouyei também é falado no norte do Vietnã, onde é conhecido como Giay Edmondson e Gregerson (2001) determinaram que essa variante da língua era mais semelhante aos dialetos Bouyei do sudoeste de Guizhou. Os Giay são um grupo étnico oficialmente reconhecido no Vietnã, sendo cerca de 50 mil pessoas. Alguns registros domésticos da Giay do Vietnã indicam que os seus antepassados teriam deixado Guizhou há cerca de 160 anos atrás, durante a dinastia Qing, e viajaram por terra ao sul do Yunnan e, em seguida, Vietnã (Edmondson & Gregerson 2001) . Isso coincide com a Rebelião Miao (1854-1873) em Guizhou. Os Giay são encontrados nos seguintes locais do Vietnã.
- Lào Cai
  - Vila Tả Van próx. a  Sa Pa
  - Bát Xát Distrito
  - Mường Khương Distrito
  - Bảo Yên Distrito
- Hà Giang Província
  - Yên Minh Distrito
  - Đồng Văn Distrito
- Lai Châu Província
  - Mường Tè Distrito
  - Phong Thổ Distrito
- Cao Bằng Província
  - Bảo Lạc Distrito

O Giay de Muong Khuong Distrito  se chamam Tudi qui zi só falam uma forma de chinês, e não o Giay. Sua autodenominação vem de seu lugar de origem ancestral, que é Duyun, província de Guizhou, China. De acordo com os registros domésticos, eles chegaram em Maguan County e Honghe Prefeitura hácerca de 200 anos. Da mesma forma, alguns Giay do Vietnã que têm parentes que ainda vivam em Hekou Yao, Yunnan, China (Edmondson & Gregerson 2001).
A linguagem Yay descrita por William J. Gedney é de fato o dialeto Giay de Muong Hum, Distrito Bat  xat , em Lao Cai (Edmondson & Gregerson 2001). Há também outras línguas Tai Norte relacionadas que são faladas no Vietnã, tais como Boy Nhang e Quy Châu (possivelmente intimamente relacionadas com a Tai Mene | Tai Mene de Laos). Os Boy  teriam vindo  originalmente vieram das proximidades de Wangmo, sudoeste de Guizhou. Alguns subgrupos de Boy se chamam de Pu Na ou Pu Thin 'povo do campo de arroz'

## Fonologia
Aqui apresentada para a escrita latina.

### Consoantes
Na escrita Bouyei há 32 consoantes , cujos nomes são formados pela consoante seguida da vogal longa "a".
| Labiais        | b [p]   | p [pʰ]  | mb [ɓ] | m [m]    | f [f]   | v [v]  |
| Apicais        | d [t]   | t [tʰ]  | nd [ɗ] | n [n]    | sl [ɬ]  | l [l]  |
| Radicais       | g [k]   | k [kʰ]  |        | ng [ŋ]   | h [x]   | hr [ɣ] |
| Palatalais     | j [tɕ]  | q [tɕʰ] |        | ny [ɲ]   | x [ɕ]   | y [j]  |
| Africadas      | z [ts]  | c [tsʰ] |        |          | s [s]   | r [z]  |
| Palatalizações | by [pʲ] |         |        | my [mʲ]  | qy [ˀj] |        |
| Labializações  | gv [kʷ] |         |        | ngv [ŋʷ] | qv [ˀv] |        |

Rosa: p, t, k, q, z, c são usadas somente em palavras oriundos da língua chinesa.
Bege: sl e hr são usadas somente em palavras de certos dialetos.
V é pronunciada como "w" antes de  "u".

### Vogais e ditongos
Bouyei tem  77 vogais e ditongos
| "Level" syllables | a [a]      |          | o [o]     |          | ee [e]    | i [i]      |          | u [u]      |          | e [ɯ]      |           |
| "Level" syllables | aai [aːi]  | ai [ai]  | oi [oi]   |          |           |            |          |            |          | ei [ɯi]    |           |
| "Level" syllables | aau [aːu]  | au [au]  |           |          | eeu [eu]  |            | iu [iu]  |            |          |            |           |
| "Level" syllables |            | ae [aɯ]  |           |          |           | i.e. [iə]  |          | ue [uə]    |          | ea [ɯə]    |           |
| "Level" syllables | aam [aːm]  | am [am]  | oom [om]  | om [ɔm]  | eem [em]  | iam [iəm]  | im [im]  | uam [uəm]  | um [um]  | eam [ɯəm]  |           |
| "Level" syllables | aan [aːn]  | an [an]  | oon [on]  | on [ɔn]  | een [en]  | ian [iən]  | in [in]  | uan [uən]  | un [un]  | ean [ɯən]  | en [ɯn]   |
| "Level" syllables | aang [aːŋ] | ang [aŋ] | oong [oŋ] | ong [ɔŋ] | eeng [eŋ] | iang [iəŋ] | ing [iŋ] | uang [uəŋ] | ung [uŋ] | eang [ɯəŋ] | eng [ɯŋ]  |
| Sílabas iniciais  | aab [aːp]  | ab [ap]  | oob [op]  | ob [ɔp]  | eeb [ep]  | iab [iəp]  | ib [ip]  | uab [uəp]  | ub [up]  | eab [ɯəp]  |           |
| Sílabas iniciais  | aad [aːt]  | ad [at]  | ood [ot]  | od [ɔt]  | eed [et]  | iad [iət]  | id [it]  | uad [uət]  | ud [ut]  | ead [ɯət]  | ed [ɯt]   |
| Sílabas iniciais  |            | ag [ak]  |           | og [ɔk]  | eeg [ek]  |            | ig [ik]  |            | ug [uk]  |            | e.g. [ɯk] |

Os finais [ɚ], ao [au], ou [əu], ia [ia], io [io], iao [iau], ua [ua], uai [uai, [uəi] são usados em palavras vindas do Chinês.

### Tons
Bouyei apresenta oito tons que correspondem aos quatro tons da  língua chinesa média has eight tones: seis tons de "nível" abertos ou com finais "n"/"ng"; e dois de "entrada" com consoante no final.
| # | Nome              | Contorno | Marcador - letra | Correspond. c/ Madarim Sudoeste | Marcador – letra estrangeira |
| - | ----------------- | -------- | ---------------- | ------------------------------- | ---------------------------- |
| 1 | Nível “escuro”    | 24       | l                | Partida                         | q                            |
| 2 | Nível “claro”     | 11       | z                |                                 |                              |
| 3 | Escuro ascendente | 53       | c                | Ascendente                      | j                            |
| 4 | Claro ascendente  | 31       | x                | Claro                           | f                            |
| 5 | Escuro de partida | 35       | s                |                                 |                              |
| 6 | Claro de partida  | 33       | h                | Escuro                          | y                            |
| 7 | Escuro de entrada | 35       | t                |                                 |                              |
| 8 | Claro de entrada  | 33       | sem              |                                 |                              |

As letras de marcação' ficam no fim das sílabas para indicar o tom.

### Deslocamentos
Bouyei apresenta como que um “clareamento ‘ de consoantes ATai–Kadai ditas "muddy" (obscuras - (*b → /p/, *d → /t/, *ɡ → /k/) e também perda de aspiração.
| Proto-Tai–Kadai | *ˀn, *n̥ | *t | *ˀd | *dʱ、*d | *n |
| Bouyei          | n       | t  | ɗ   | t       | n  |

| Tom Escuro | Tom Claro |

Os Tons do da língua Proto-Tai–Kadai's sofreram uma divisão na moderna língua Bouyei, como se segue:
| Proto-Tai–Kadai    | *ˀn, *n̥          | *t               | *ˀd             | *dʱ, *d         | *n              |
| PTK Tom no “nível” | Escuro nível     | Escuro nível     | Escuro nível    | Claro nível     | Claro nível     |
| PTK Tom crescente  | Escuro crescente | Escuro crescente | Claro crescente | Claro crescente | Claro crescente |
| PTK Tom “partindo” | Escuro partindo  | Escuro partindo  | Escuro partindo | Claro partindo  | Claro partindo  |
| PTK Tom “entrado”  | Escuro entering  | Escuro entering  | Escuro entering | Claro entrando  | Claro entrando  |

## Escritas

### Bouyei antiga
A antiga escrita Bouyei foi criada a partir de elementos da escrita chinesa, com algumas modificações em suas formas, senmdo similar à Sawndip.

### Antigo Bouyei moderno
Em novembro de 1956, numa conferência científica em Guiyang foram discutidas a criação e a implementação de uma forma do alfabeto latino para Bouyei. Daí resultou uma escrita similar às romanizações Zhuang usada pelo dialeto do condado de Longli. O governo chinês aprovou tal escrita , a qual foi colocada em uso entre 1957 e 1960.

### Bouyei atual
Em 1981 uma conferência sobre a história Bouyei revisou a escrita de 1957 para fazê-la mais prática e com maior representatividade fonética com base no modo de falar do condado de Wangmo, a qual teve aprovação do governo, tendo sido adotada de modo experimental 1982.  A aceitação foi bem positiva e a escrita entrou em uso oficial em março 1985, sendo usada atéhoje
Romanização antiga e atual
| Antigo | Atual | IPA  | Antigo | Atual | IPA  | Antigo | Atual | IPA  | Antigo | Atual | IPA  | Antigo | Atual | IPA     |
| b      | b     | /p/  | ƃ      | mb    | /ɓ/  | m      | m     | /m/  | f      | f     | /f/  | v      | v, qv | /v, ˀv/ |
| c      | z     | /ts/ |        |       |      |        |       |      | s      | s     | /s/  | r      | r     | /z/     |
| d      | d     | /t/  | ƌ      | nd    | /ɗ/  | n      | n     | /n/  |        |       |      | l      | l     | /l/     |
| g      | g     | /k/  | gv     | gv    | /kʷ/ | ŋ      | ng    | /ŋ/  | ŋv     | ngv   | /ŋʷ/ | h      | h     | /x/     |
| gy     | j     | /tɕ/ |        |       |      | ny     | ny    | /nʲ/ | x      | x     | /ɕ/  | y      | y, qy | /j, ˀj/ |
| by     | by    | /pʲ/ |        |       |      | my     | my    | /mʲ/ |        |       |      |        |       |         |

| Old | Zhuang | Bouyei | IPA  | Old | Zhuang | Bouyei | IPA | Old | Zhuang | Bouyei | IPA | Old | Zhuang | Bouyei | IPA |
| a   | a      | aa     | /aː/ | ə   | ae     | a      | /a/ | e   | e      | ee     | /e/ | i   | i      | i      | /i/ |
| o   | o      | oo     | /oː/ | ө   | oe     | o      | /o/ | u   | u      | u      | /u/ | ɯ   | w      | e      | /ɯ/ |

Letras que marcam os tons
| # | Antigo    | Zhuang    | Bouyei     | Dialeto Yangchang      | Dialeto Fuxing |
| 1 | não       | não       | l, q       | 35                     | 24             |
| 2 | ƨ         | z         | z          | 11                     | 11             |
| 3 | з         | j         | c, j       | 13                     | 53             |
| 4 | ч         | x         | x, f       | 31                     | 11             |
| 5 | ƽ         | q         | s          | 33                     | 35             |
| 6 | ƅ         | h         | h, y       | 53                     | 33             |
| 7 | (p, t, k) | (p, t, k) | (b, d, g)t | 33 (longo), 35 (curto) | 35             |
| 8 | (b, d, g) | (b, d, g) | (b, d, g)  | 53 (longo), 11 (curto) | 33             |